# Thierry Marichal
Thierry Marichal (Leuze-en-Hainaut, 13 giugno 1973) è un dirigente sportivo ed ex ciclista su strada belga.
Professionista dal 1996 al 2007, ha vestito le divise di Cédico, Lotto, Cofidis e Française des Jeux, ottenendo sei vittorie. Dal 2019 è direttore sportivo della Cofidis.

## Palmarès
- 1997 (Cédico-Ville de Charleroi, una vittoria)

Classifica generale Tour de la Région Wallonne
- 1999 (Lotto-Mobistar, due vittorie)

Le Samyn
1ª tappa Tour de l'Oise
- 2000 (Lotto-Adecco, due vittorie)

5ª tappa Giro di Baviera
4ª tappa Circuito Franco-Belga
- 2005 (Cofidis, una vittoria)

Duo Normand (cronocoppie, con Sylvain Chavanel)

## Piazzamenti

### Grandi Giri
- Giro d'Italia

2002: 97º
2005: 125º
2006: ritirato (7ª tappa)
- Tour de France

1999: 128º
2000: 101º
2002: 126º
2004: 101º
2005: 127º
- Vuelta a España

2006: 45º

### Competizioni mondiali
- Campionati del mondo

Plouay 2000 - In linea Elite: 100º
Salisburgo 2006 - In linea Elite: ritirato